# Sofie Lundin
Sofie Lundin, född 15 februari 2000, är en svensk ishockeyspelare som spelar för Ohio State University. Hennes moderklubb är Jonstorps IF och hon har även spelat för Djurgårdens IF.

## Klubbkarriär
Lundins moderklubb är Jonstorps IF. Under 2016 värvades hon av Djurgårdens IF och började spela i klubben med start från säsongen 2016/2017. Under samma säsong var Lundin med om att vinna SM-guld med Djurgården.
I november 2019 blev Lundin klar för spel i Ohio State University med start säsongen 2020/2021.

## Landslagskarriär
Lundin var en del av Sveriges trupp som tog brons vid U18-VM 2016, fjärdeplats 2017 och silver 2018. Hon var även med och tog guld vid olympiska vinterspelen för ungdomar 2016.
I mars 2019 blev Lundin uttagen i Sveriges trupp till VM 2019. Hon gjorde ett mål på fem spelade matcher i VM.